# Доярка

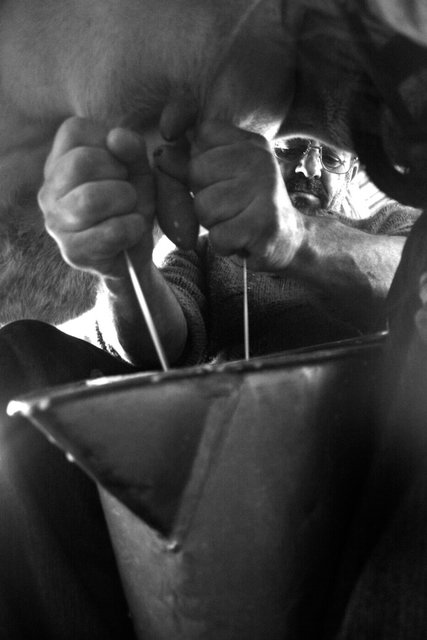
Ручне доїння

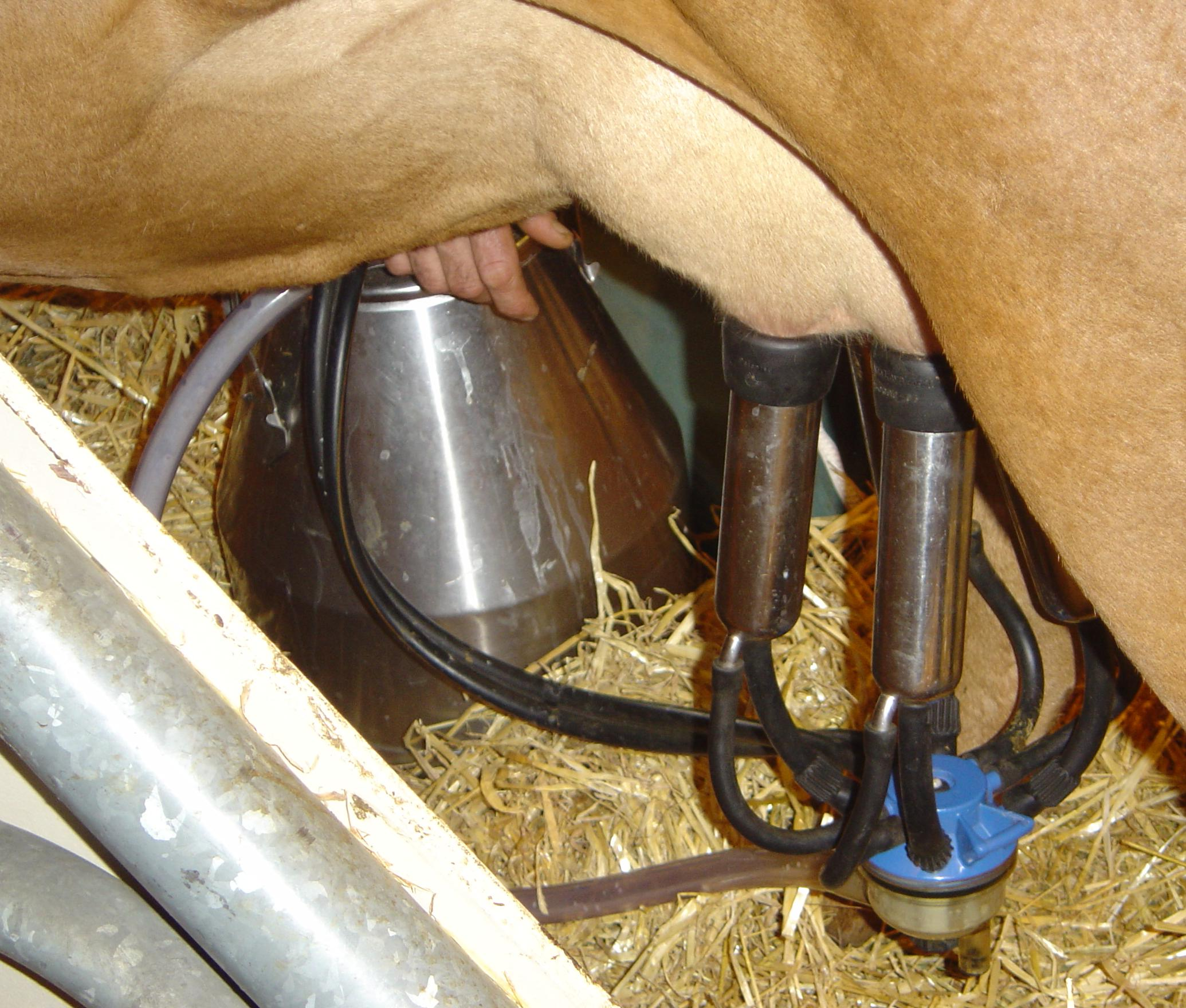
Машинне доїння

Доярка або оператор машинного доїння — особа, яка ручним способом або за допомогою машинного пристосування здійснює доїння тварин.

## Обов’язки
1. Проводить годівлю корів, молодняку великої рогатої худоби відповідно до раціонів.
2. Вручну напуває худобу.
3. Готує корів до доїння – проводить санітарну обробку вим’я, робить його масаж.
4. Здійснює доїння корів, миє доїльний посуд, дезінфікує його дезрозчином.
5. Слідкує за чистотою корів, видаляє гній із станків та виносить його із корівника.
6. Кожен день проводить моціон корів.
7. При штучному осіменінні допомагає техніку.
8. Видаляє гній із станків.
9. Проводить санітарний день, здійснює побілку станків, стін приміщення.
10. Дотримується правил техніки безпеки правил протипожежного захисту.